# Yoshitaka Tsuji
Yoshitaka „Z2“ Tsuji (jap. 辻 喜孝 Tsuji Yoshitaka, * 1978 in Osaka) ist ein japanischer Jazzmusiker (Piano, Komposition).

## Leben und Wirken
Tsuji begann im Alter von fünf Jahren Klavier zu spielen, aber seine Leidenschaft für das Jazzpiano wuchs, als er volljährig wurde. Er arbeitete seit den frühen 2000er-Jahren sowohl in Japan als auch ab 2010 in New Orleans als Jazzpianist. Seitdem trat er in Asien und Europa auf, bevor er nach Nordamerika ging, wo er seit 2012 mit Kermit Ruffins und dessen BBQ Swingers spielte. Er wirkte an dessen Alben #imsoneworleans und Live at Little Gem Saloon (mit Irvin Mayfield) mit, ferner bei John Bouttés Album All About Everything (2012), Funk’n’nfeathers der Formation Cha Wa (2016) und Basin Street Records Celebrates 20 Years (2018). Des Weiteren ist er regelmäßiger Gast des New Orleans Jazz and Heritage Festival, des French Quarter Fest und anderer Veranstaltungen, auch mit seiner eigenen Combo. 2016 trat er in einer von NHK World in New York ausgestrahlten Fernsehdokumentation Asian Dreamer auf.
Sein Debütalbum Tsuji Homie legte Tsuji 2016 vor, gefolgt von From the Beginning, auf dem auch seine Frau, die Posaunistin Haruka Kikuchi zu hören ist. Es bietet eine Reihe von Idiomen von Blues bis Barrelhouse Piano. 2023 entstand das Trioalbum Happy Hour, eingespielt mit Sam Albright (Bass) und Willie Green III (Schlagzeug), auf dem er neben eigenen Kompositionen Standards und Songs wie „Softly, as in a Morning Sunrise“ und „Edelweiß“ interpretiert.